# ジュリア・ステグナー
ジュリア・ステグナー （Julia Stegner、ドイツ語読みではユリア・シュテーグナー1984年11月2日 - ）は、ドイツのファッションモデル。
学生時代はバスケットボール選手として活躍。15歳の誕生日直前、モデルにスカウトされた。高校卒業後に本格的にモデル業を開始。2004年春夏のセリーヌ、D&G、イヴ・サンローラン、ラルフ・ローレン、クリスチャン・ディオール広告に登場。また、数シーズンに渡ってヒューゴ・ボスの専属モデルであった。2005年から2007年まで、ヴィクトリアズ・シークレットのショーに出演。現在、アクアスキュータム、ゲラン（化粧品）、ヒューゴ・ボスのメガネと香水の広告モデルとなっている。2008年から、化粧品ブランド、メイベリンのモデルとなった。